# استان فقیه بن صالح
استان فقیه بن صالح (به فرانسوی: Province de Fquih Ben Salah) یک استان در مراکش است که در بنی ملال خنیفره واقع شده‌است. استان فقیه بن صالح ۳٬۲۵۰ کیلومتر مربع مساحت و ۵۰۲٬۸۲۷ نفر جمعیت دارد.